# Gare de Merville (Haute-Garonne)
Cet article concerne l'ancienne gare CFSO haut-garonnaise. Pour la gare SNCF dans le département du Nord, voir Gare de Merville.
La gare de Merville était une gare ferroviaire française, située sur le territoire de la commune de Merville, dans le département de la Haute-Garonne, en région Occitanie.
C'était une halte, mise en service en 1903 par la CFSO, et définitivement fermée au trafic des voyageurs et des marchandises en 1947. Situé sur une section déclassée et déferrée, il n'existe plus aucune trace de la gare,.

## Situation ferroviaire
La gare de Merville était située au point kilométrique (PK) 20,0 de la ligne de Toulouse à Cadours.
Gare fermée située sur une section de ligne déclassée.

## Patrimoine ferroviaire
Il n'existe plus de traces de l'ancienne gare, cependant la trace des voies est toujours visible.